# Perm (időszak)

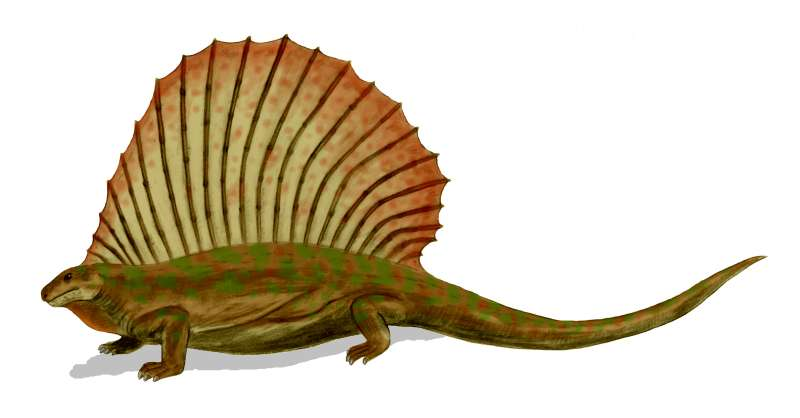
Edaphosaurus

A perm vagy permi földtörténeti időszak, amely 298,9 ± 0,15 millió évvel ezelőtt (mya) kezdődött és 251,902 ± 0,024 mya végződött. A paleozoikum földtörténeti idő hat időszaka közül az utolsó volt, a karbon időszakot követte. A perm után a mezozoikum idő triász időszaka kezdődött. A perm kifejezést Sir Roderick Murchison geológus alkotta meg 1841-ben, aki az azonos nevű oroszországi régió után adta a nevét.
Ebben a  korszakban váltak szét a magzatburkos élőlények az emlősszerűekre és a hüllőszerűekre. A bolygót ekkoriban egyetlen szuperkontinens, a Pangaea uralta, amit Euramerika és Gondwana összeütközése hozott létre. Pangaeát a Panthalassza óriásóceán vette körbe. Miután a karbon kor végén az esőerdők látványosan megtizedelődtek, a kontinens belsejét a szárazabb klíma miatt nagyobb területen foglalták el sivatagok. Az új körülményekhez a magzatburkosok jobban tudtak alkalmazkodni, mint a kétéltűek.
A perm kor során legalább három kihalási periódust tartanak számon. A korai perm végén a primitívebb Pelycosauria fajok helyét átvették a Therapsidák. A capitani korszak végén, kb. 272 millió éve a mai Dél-Kína területén kezdődött egy fennsíkképződés, a vele járó vulkanikus tevékenység hozta magával a második kihalási hullámot. A legnagyobb és legjelentősebb azonban a kor végét jelző perm-triász kihalási esemény volt, mely a szibériai vulkáni tevékenységgel lehetett összefüggésben, és amelynek köszönhetően a tengeri fajok 90 százaléka, a szárazföldi fajok 70 százaléka kihalt, és olyan szinten károsította az ökoszisztémát, hogy annak 30 millió évre volt szüksége ahhoz, hogy teljesen talpraálljon.

## Éghajlat, ősföldrajz

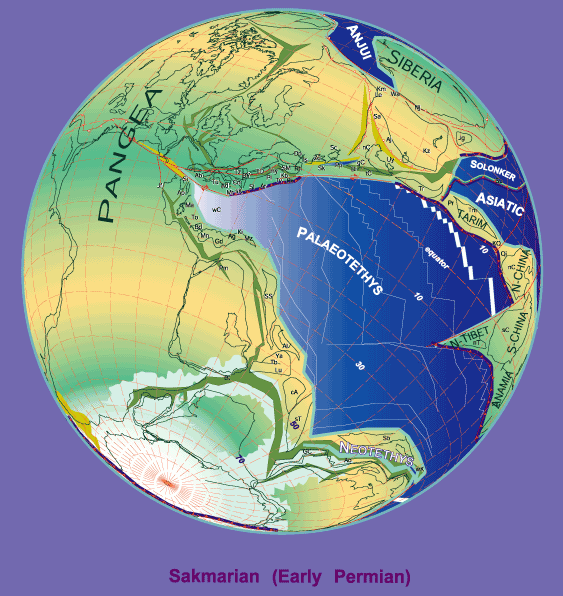
Permi világtérkép

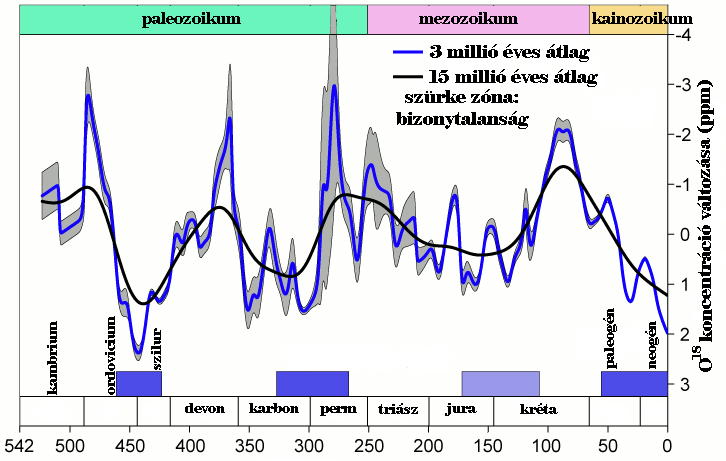
Éghajlatdiagram az utóbbi félmilliárd évről

A karbon és a perm határán történt a paleozoikum két nagy eljegesedési hulláma közül az egyik (a másik az ordovícium végén), amikor a déli pólus környékén, a Gondwana őskontinens részein vastag jégtakaró fejlődött. A Gondwana jelentős részét a perm kezdetén még jég borította. Az éghajlat a perm közepétől melegebbé vált, a gleccserek visszahúzódtak, a kontinensközép klímája szárazabb lett.
A tektonikát a hegységek lepusztulása jellemezte, ekkor alakult ki a vöröshomokkő összletek felső tagozata, az új vöröshomokkő. A perm időszak végén a kiszáradó lagúnákban a földtörténet legnagyobb sótelepei jöttek létre, rézpala telepek mellett.
A perm idején valamennyi szárazföld, kivéve Kelet-Ázsia egyes részei (Cataysia), a Pangea nevű szuperkontinensben egyesült. A Pangea az Egyenlítőn feküdt és kiterjeszkedett a sarkok felé, ami megszabta a nagy áramlatok útját a Panthalassza ősóceánban, illetve az Ázsia és Gondwana szárazföldi tömbjei közt elterülő Paleotethysben. Amikor Kimméria kontinenstömbje elszakadt Gondwanától és északra, Laurázsia felé sodródott, a Paleotethys zsugorodni kezdett. Déli végén új óceán kezdett el növekedni, a tulajdonképpeni Tethys (Neotethys), amely a mezozoikum jó részében dominálni fog majd.
A tengerek szintje a perm idején alacsony volt. A sekély tengerparti élőhelyek nagysága jelentősen csökkent, attól is, hogy egyetlen kontinens alakult ki, ami hozzájárulhatott, hogy a tengeri fajok jelentős része az időszak végén kihalt.
A nagy kontinenstömbök szélsőségesen változó hőmérsékleti viszonyokat (kontinentális éghajlat), illetve időszakos esőzéseket (monszun) teremtenek. A Pangea belső vidékein elterjedtek lehettek a sivatagok. A száraz viszonyok a nyitvatermőknek kedveztek a harasztokkal szemben, hiszen az előzők magjait burkolat védte az utóbbiak spóráival szemben. A perm idején jelentek meg az első mai fák (fenyők, ginkgók, cikászok). A hőmérsékletet tekintve hűvösebb és melegebb periódusok váltakoztak, de az éghajlat szárazabbá válásának trendje végig fennmaradt a perm során.
Három terület emelkedik ki azok közül, ahol permi üledékek kerültek elő: az Urál-hegység (itt van Perm), Kína és Észak-Amerika délnyugati része. (A texasi Permi-medence arról kapta a nevét, hogy innen ismertek a világ legvastagabb permi sziklarétegei).

## Élővilág

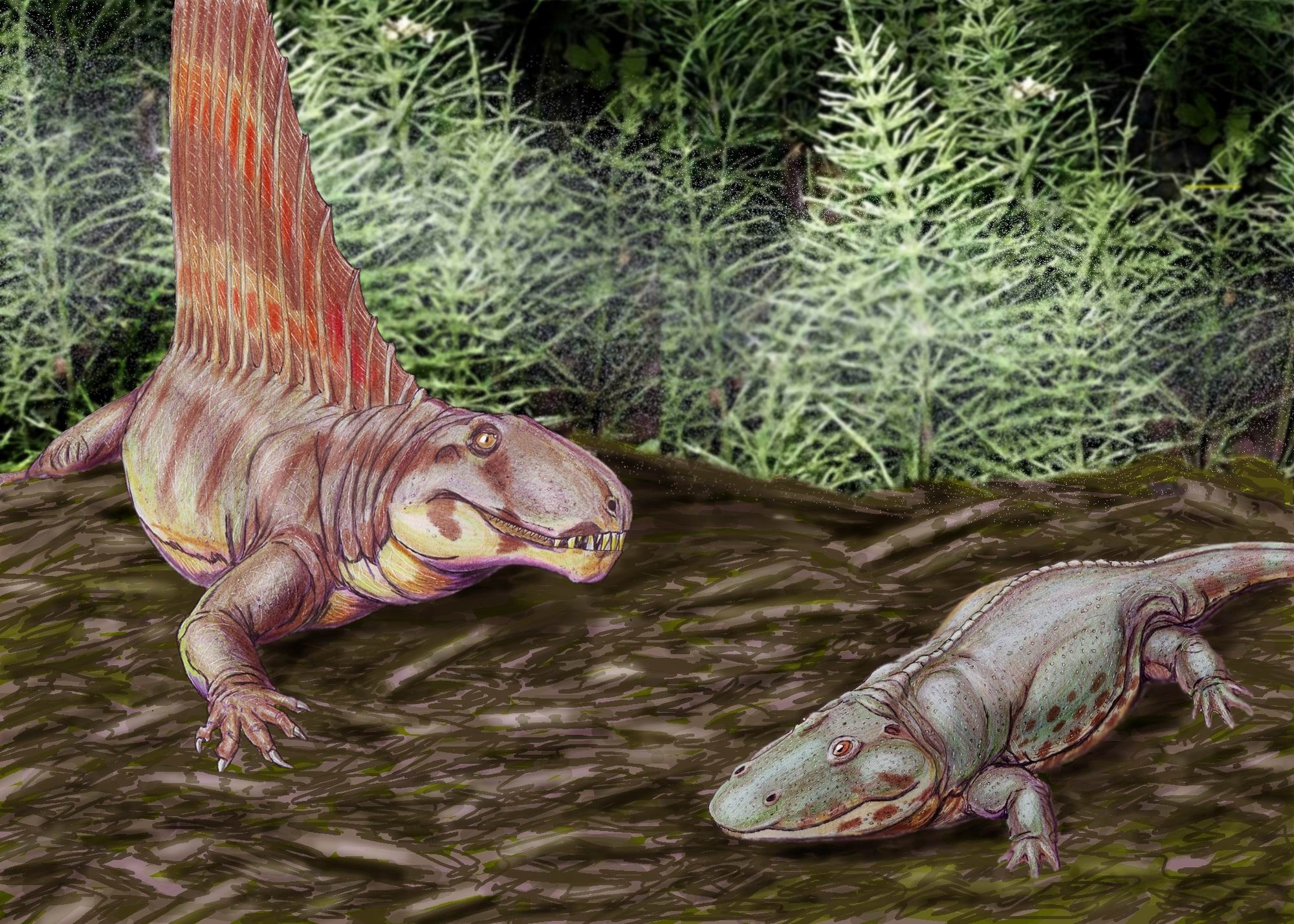
Dimetrodon és Eryops- kora perm, Észak-Amerika.

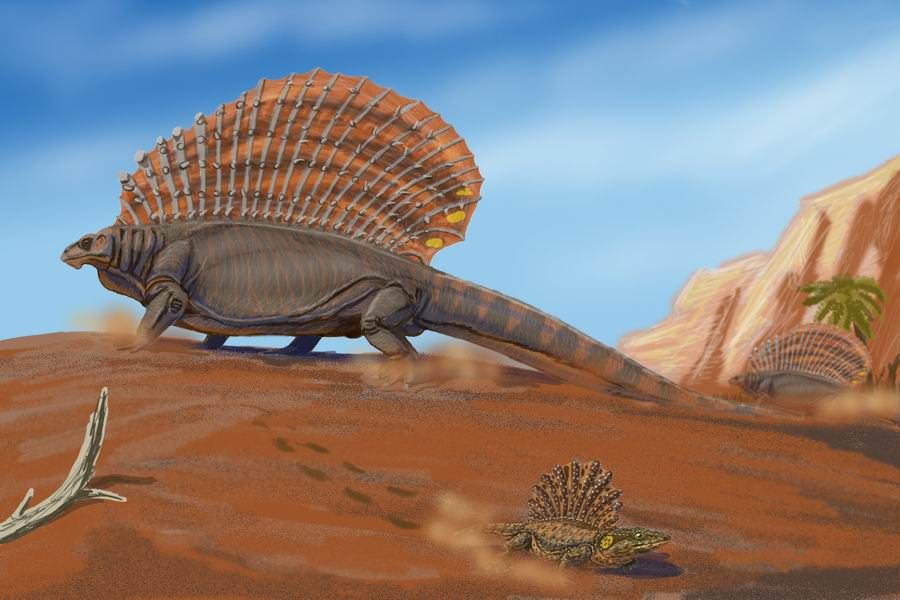
Edaphosaurus pogonias - kora perm

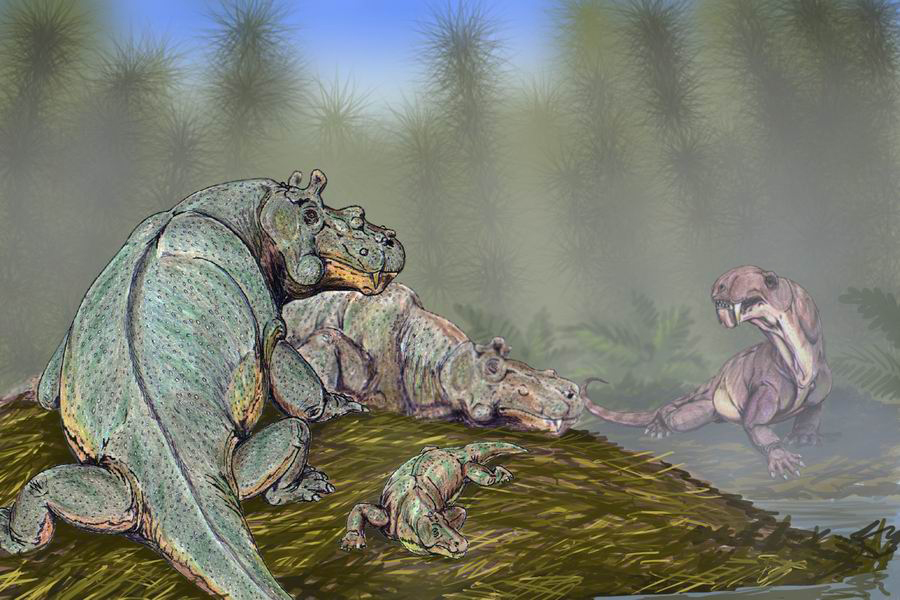
Ocher fauna - középső perm eleje, Urálrégió.

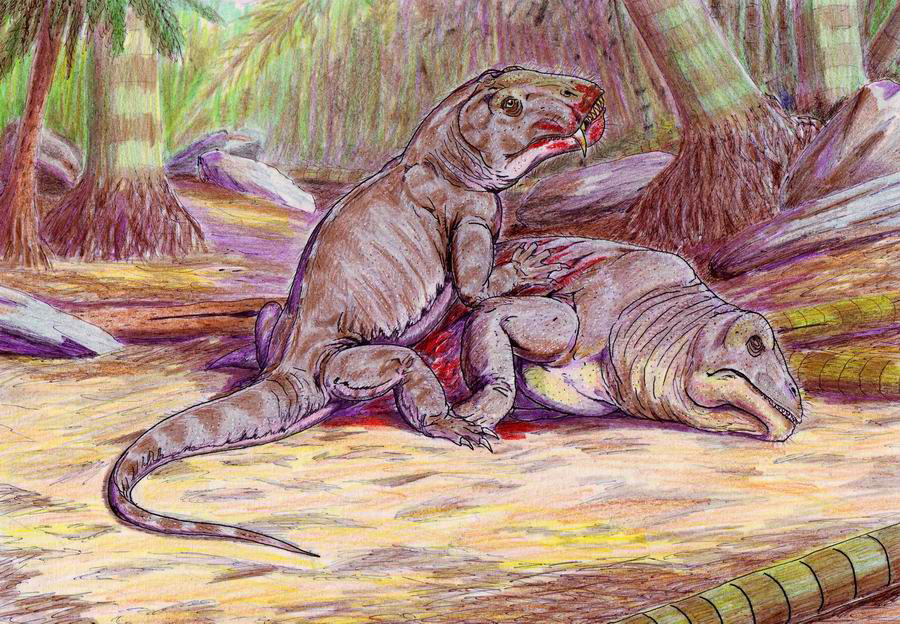
Titanophoneus és Ulemosaurus - Ural régió

### Tengeri élővilág
A permből származó tengeri üledék puhatestűek, tüskésbőrűek és pörgekarúak fosszíliáiban gazdag. Kétfajta gerinctelen lény fosszíliáit használják elterjedten a permi rétegek azonosítására, illetve a különböző helyeken talált kőzetek időbeli megfeleltetésére: a fusulinidákat (a foraminiferák közé tartozó páncélos protiszták) és az ammoniteszek (páncélos fejlábúak, a nautiluszok távoli rokonai). A perm végére a trilobiták és számos más tengeri élőlénycsoport kihalt.

### Szárazföldi élővilág
A Pangea belső vidékeit hatalmas sivatag borította. A perm idején keletkezett sziklát gyakran festik meg vörös vas-oxid rétegek, hiszen óriási, vegetációval nem fedett területek voltak kitéve az erős napsugárzásnak. Sok korábbi növény és állat fajta a megváltozott környezet miatt kihalt.

#### Rovarok
A késő karbon idején és a perm időszak jelentős részében a csótányok primitív rokonai voltak messze a legsikeresebbek a rovarok közt. Az ekkori rovarok mintegy 90%-a volt csótányszerű. Hat gyors lábuk, két jól fejlett behajtható szárnyuk, jó szemeik, jól fejlett érzékelőcsápjaik, mindenevő emésztőrendszerük, kitin páncéljuk, hatékony szájszerveik jelentős előnyöket biztosítottak számukra más növényevő állatokkal szemben.
Az Odonata rendhez tartozó nagy szitakötők voltak a domináns légi ragadozók és valószínűleg a földi rovarvilág csúcsragadozói is. Az Odonata rend első valódi képviselői a perm idején jelentek meg és valamennyien kétéltűek voltak. Őseik, akiktől a legidősebb szárnyas fosszíliák származnak, már a devon időszakban megjelentek, már a késő karbon idejére felvettek sok modern vonást és talán még apró gerincesekre is vadásztak (egyes fajok szárnyfesztávolsága elérte a 73 centimétert).
Több fontos rovarcsoport is a perm idején jelent meg, mint például a bogarak (Coleoptera) és a kétszárnyúak (Diptera).

#### Hüllők és kétéltűek
A kora perm szárazföldi faunájában a pelycosaurusok és a kétéltűek voltak uralkodóak, a középső perm idején a primitív therapsidák - mint a Dinocephalia csoport tagjai -, a késő permben a fejlettebb therapsidák, mint a Gorgonopsia alrend tagjai, vagy a dicynodonták. A perm legvégén megjelentek az első archosaurusok, amelyekből a triászban majd kifejlődnek a dinoszauruszok. A perm végén jelentek meg az első cynodonták, amelyekből a triászban kialakultak az emlősök. A középső perm idején fejlődött ki a therapsidák egy másik csoportja is, a Therocephalia alrend tagjai, mint a Trochosaurus. Repülő gerincesek a permben még nem voltak.
A perm idején jelentek meg az első nagy szárazföldi növényevők és ragadozók. Nagy számban terjedtek el az Anapsiák, mint a robusztus Pareiasaurus és kisebb, gyíkszerűbb csoportjaik. Elterjedtek a négylábú hüllő Diapsidák (a madarak, krokodilok, gyíkok, kígyók és a legtöbb mai hüllő ősei). Ugyanakkor virágzott az emlősszerűek csoportja, köztük olyan nagy testű hüllők, mint például a Dimetrodon.
A permi kétéltűek közé tartoztak a Temnospondyli, Lepospondyli és batrachosaurus csoportok.

#### Növények
A szárazföldi növényvilágban a perm egyértelműen a nyitvatermők uralomra jutásának időszaka. Ekkor érték el legnagyobb fajgazdagságukat a Cordaites ősfák és a magvaspáfrányok és kezdték hódító útjukat a cikászok. Hanyatlásnak indultak ugyanakkor a mocsárkedvelő korpafüvek - mint a lepidodendronok és a pecsétfák (Sigillaria) - és már túl voltak fénykorukon a zsurlók. A perm elején jelentek meg a páfrányfenyők. A perm elején a karbon idején kialakult flóra még életerős volt, az erőteljes változás a perm közepe táján kezdődött. A korpafüvek és a mocsári erdők továbbra is dominánsak maradtak az egyenlítőnél fekvő, elszigetelt Dél-Kína kontinensen.
A perm végére gyökeresen átalakult a növényvilág képe. A karbonra jellemző csoportok jelentős része kihalt vagy visszaszorult és elterjedtek a nyitvatermők – a szágópálmák, a fenyők és a páfrányfenyők – hogy aztán a mezozoikumban elérjék virágkorukat.

## A perm-triász kihalás
A perm időszak a paleontológia által valaha feljegyzett legnagyobb kihalási eseménnyel ért véget. Ennek során a tengeri fajok 90, a szárazföldi fajok 70 százaléka kihalt. Ez az egyetlen tömeges kihalás, ami komolyan érintette a rovarokat is. Hatása annyira nagy volt, hogy a szárazföldi ököszisztémáknak 30 millió évébe telt teljesen talpraállni. A trilobiták, amik a kambrium óta léteztek, a kor végén teljesen eltűntek. Velük ellentétben a csigaházas polipok meglepő módon túléltek.
A mai Szibériai-fennsík területén ebben az időben magma került a felszínre, egy több ezer évig tartó folyamat során, amely kihatással volt az ökoszisztémára. A sekély tengerparti területek visszaszorulása és a száraz klíma szintén befolyásoló tényezők lehettek. A becsült lávafolyás alapján a legrosszabb esetben a vulkanikus tevékenység önmagában 5 Celsius fokkal emelhette meg az átlaghőmérsékletet.
Egy másik elmélet szerint az óceánok hidrogén-szulfid kibocsátása is közrejátszott. A mélytengerek egyes részei ugyanis fokozatosan elveszítik oxigéntartalmukat, ami elősegíti az anaerob baktériumok elszaporodását, amelyek hidrogén-szulfidot képeznek. Ha elegendő mennyiség gyűlik össze belőle a vízben, akkor az egy idő után a légkörbe kerül. Egy ideig szétbomlik a légkörben, de egy bizonyos mennyiséget elérve már megmarad, és mérgező hatást fejt ki. A szintje akár néhány száz év alatt is drámaian megnőhetett. A modellezések szerint a hidrogén-szulfid elpusztította az ózonréteget, ami miatt a bolygó védtelenné vált az ultraibolya-sugárzással szemben, és ez végzetessé vált az élőlények számára.
Mivel önmagában az 5 fokos átlaghőmérséklet-növekedés nem lenne elegendő magyarázat a tömeges kihalásra, ezért a tudósok ennek a hosszútávú következményeit is okként határozták meg. A hőmérséklet emelkedése miatt ugyanis az óceánok átlaghőmérséklete is nő, és ez már elég lehet ahhoz, hogy az óceán mélyén szilárd formában megkötött metán-hidrát kiolvadjon, metán formájában a légkörbe jusson, és (mivel a metán a legerősebb üvegházhatású gáz) további 5 fokkal növelje az átlaghőmérsékletet. Ez az elmélet megmagyarázná azt is, hogy a perm-triász kihalási esemény közepén miért találtak annyi szén-12 izotópot, és azt is, hogy a kihalás három hulláma közül miért érintette a második a vízi fajokat, az első és a harmadik pedig a szárazföldieket.

## Tagolása
A geokronológiai skálán a permet késő perm (vagy lopingi), középső perm (vagy guadalupei) és kora perm (vagy ciszurali) korokra osztották. (A kőzetrétegek elhelyezkedését tekintő kronosztratigráfiai tagolásban: felső perm, középső perm és alsó perm.) E korok is tovább oszthatók a következő korszakokra:
- Késő perm
  - changhsingi korszak: 254,14 ± 0,07 – 251,902 ± 0,024 Ma
  - wuchiapingi korszak: 259,1 ± 0,5 – 254,14 ± 0,07 Ma
- Középső perm
  - capitani korszak: 265,1 ± 0,4 – 259,1 ± 0,5 Ma
  - wordi korszak: 268,8 ± 0,5 – 265,1 ± 0,4 Ma
  - roadi korszak: 272,95 ± 0,11 – 268,8 ± 0,5 Ma
- Kora perm
  - kunguri korszak: 283,5 ± 0,6 – 272,95 ± 0,11 Ma
  - artyinszki korszak: 290,1 ± 0,26 – 283,5 ± 0,6 Ma
  - szakmarai korszak: 293,52 ± 0,17 – 290,1 ± 0,26 Ma
  - asszeli korszak: 298,9 ± 0,15 – 293,52 ± 0,17 Ma